# ハリエット・ブリテン
ハリエット・ブリテン（Harriette Briten, 1822年 - 1897年）は、イギリス出身のプロテスタント・メソジストの婦人宣教師である。

## 生涯
イギリスで生まれ、幼児期にアメリカ合衆国のニューヨーク市ブルックリン区へ移住して牧師家庭で育った。11歳の時にベッドから落ちて脊椎を損傷して18歳まで病床に伏すも回復し、32歳で米国聖公会から派遣されてアフリカでリベリアで伝道したが健康を害して2年で帰国した。のちに米国婦人一致外国伝道協会の宣教師として、1872年7月にカルカッタへ派遣されて婦人層に伝道した。
横浜に女学校を建設する使命を持ちながら日本へ渡る前にサンフランシスコ港で急死した友人、ガスリーの遺志を継ぎ日本へ行くことを決意して、メソジスト・プロテスタント教会のミッション・ボードの推薦を受けて1880年に日本に派遣された。1880年10月に横浜山手48番地で、ジェームス・ハミルトン・バラの協力を得てブリテン女学校（現：青山学院横浜英和中学校・高等学校）を設立し、生徒数は1881年に20名、1882年に60名になった。1885年に校長をマーガレット・ブラウンに後継させて、宣教師たちに住居を世話し相談を受けた。1897年に帰国するために乗船するが船中で体調を崩し、サンフランシスコ港へ上陸した翌日に死去した。